# Don Meineke
Don "Monk" Meineke (ur. 30 października 1930, zm. 3 września 2013 w Dayton) – amerykański koszykarz, skrzydłowy, debiutant roku NBA.

## Osiągnięcia
NCAA
- 2-krotny finalista turnieju NIT (1952)[2]
- Wybrany do II składu All-American (1952)[3]
- Lider NCAA w skuteczności rzutów z gry (1951)

NBA
- Finalista NBA (1955)[4]
- Debiutant roku NBA (1953)[1]